# Batteriholk
| En batteribox i Luxemburg. |  | En rödfärgad soptunna för insamling av farligt avfall. |
| En batteribox i Luxemburg. |  | En rödfärgad soptunna för insamling av farligt avfall. |

Batteriholk eller batteribox är en behållare för insamling av alla förbrukade och lösa småbatterier. Den är vanligtvis röd, tillverkad av plast och eventuellt även stål, samt finns på exempelvis återvinningsstationer.
I Sverige klassas batterier som farligt avfall och därför får inga batterier slängas bland hushållssoporna. De inlämnade batterierna som inte klassas som miljöfarliga ska sorteras och återvinnas sedan den 1 januari 2010.
Batteriholken har fått sitt namn av att den påminner om en fågelholk till utseende och storlek. Vid insamling av större mängder batterier används vanligtvis soptunnor som är avsedda för farligt avfall.

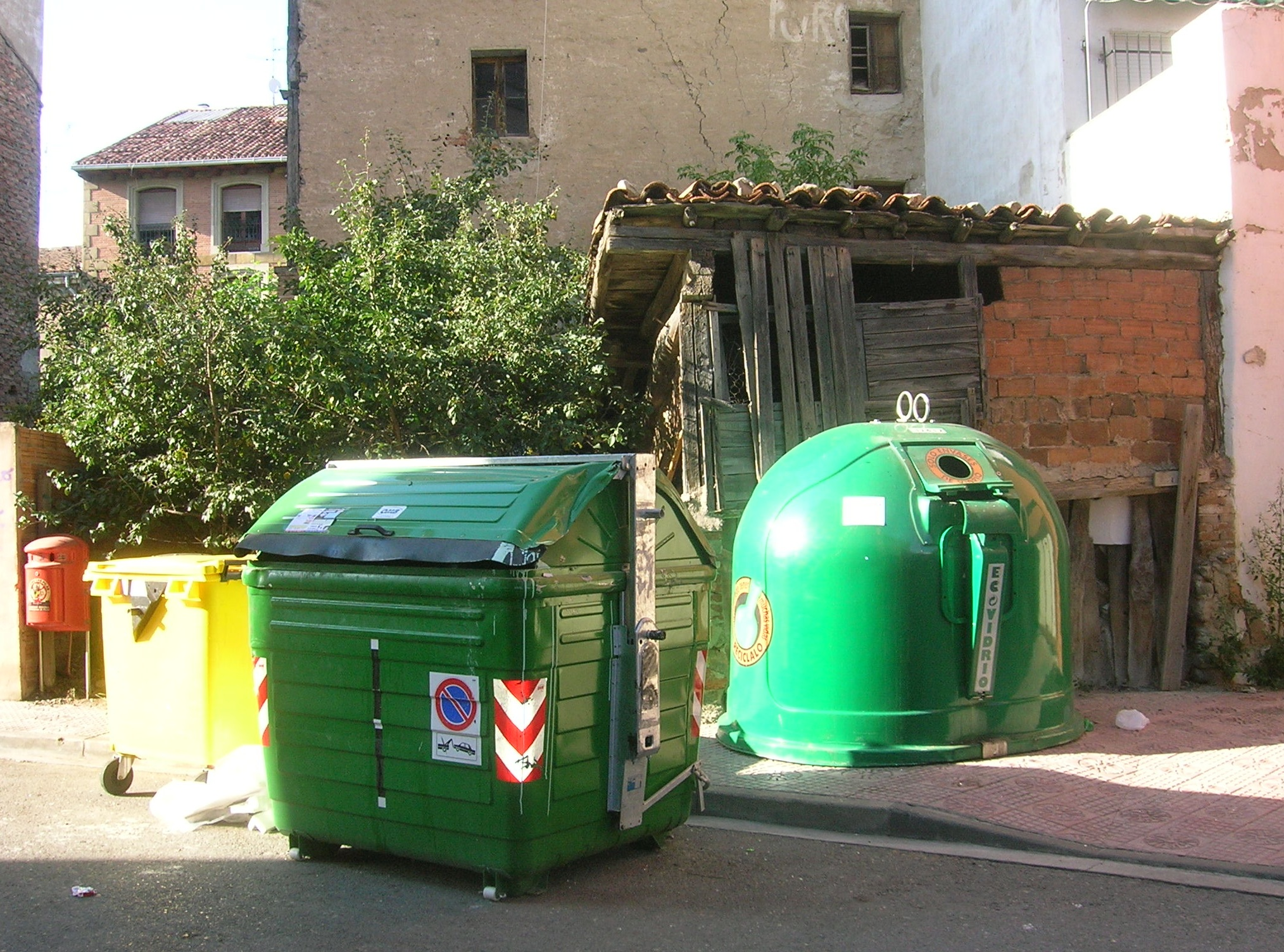
Allra längst till vänster syns en röd batteriholk på en återvinningsstation i Spanien.